# Xã Logan, Quận Mason, Michigan
Xã Logan (tiếng Anh: Logan Township) là một xã thuộc quận Mason, tiểu bang Michigan, Hoa Kỳ. Năm 2010, dân số của xã này là 312 người.